# Viktor Basjenov
Viktor Basjenov (ryska: Виктор Андреевич Баженов), född den 6 augusti 1946 i Omsk, Ryssland, är en sovjetisk fäktare.
Han tog OS-silver i herrarnas lagtävling i sabel i samband med de olympiska fäktningstävlingarna 1972 i München.